# Jeu Sprengers
Mathieu Gerardus Marie (Jeu) Sprengers (Tegelen, 24 mei 1938 – Venlo, 6 april 2008) was een Nederlands sportbestuurder. Hij was voorzitter van de KNVB en lid van het bestuur van de UEFA.

## Carrière
Nadat hij de studie economie aan de Universiteit van Tilburg had afgerond, is hij zijn carrière bij Joseph van de Loo BV in Venlo begonnen. Daarna was hij circa twintig jaar directeur van bouwbedrijf Muyres BV in Sittard en vervolgens zat hij vanaf het jaar 2000 in de raad van bestuur van de Van Wijnen Groep.
In 1976 werd Sprengers penningmeester bij de Venlose voetbalclub FC VVV. Van 1981 tot 1990 was hij voorzitter. „Bij VVV ontstaat pas paniek, als het bier op is”, was een uitspraak die hem zijn leven lang achtervolgd heeft. Hij gaf daarmee aan dat een voetbalclub als VVV moest leren leven met promotie en degradatie en daarom niet zo snel in paniek moest raken als de resultaten minder waren. Begin negentiger jaren werd hij na een tijd voorzitter te zijn geweest Algemeen secretaris van de Kamer van Koophandel Noord-Limburg. In 1993 werd hij voorzitter van de KNVB als opvolger van Jo van Marle. Nadat Nederland in 2000 samen met België het Europees kampioenschap voetbal mannen had georganiseerd werd hij tevens penningmeester bij de UEFA.
Jeu Sprengers overleed op 69-jarige leeftijd in het voorjaar van 2008 na een kortdurende ziekte. Op 8 december 2008 werd hij postuum tot erelid van de KNVB benoemd.

## Trivia
- Prins Jeu I was in het seizoen 1972-1973 prins van de Venlose carnavalsvereniging Jocus.